# Arizelocichla
Az Arizelocichla a madarak osztályának verébalakúak (Passeriformes) rendjébe és a bülbülfélék (Pycnonotidae) tartozó családja tartozó nem.
A régebbi besorolások az Andropadus nembe sorolják ezeket a fajokat is.

## Rendszerezés
A nembe az alábbi 12 faj tartozik:
- Shelley-bülbül (Arizelocichla masukuensis vagy Andropadus masukuensis)
- Arizelocichla kakamegae vagy Andropadus kakamegae; az újabb rendszerezések szerint a Shelley-bülbül alfaja (Arizelocichla masukuensis kakamegae)[2]
- egyszínű bülbül (Arizelocichla montanus vagy Andropadus montanus)
- erdei bülbül (Arizelocichla tephrolaemus vagy Andropadus tephrolaemus)
- Arizelocichla nigriceps vagy Andropadus nigriceps
- Arizelocichla neumanni vagy Andropadus neumanni; az újabb rendszerezések szerint az Arizelocichla nigriceps alfaja (Arizelocichla nigriceps neumanni)[3]
- Arizelocichla fusciceps vagy Andropadus fusciceps; az újabb rendszerezések szerint az Arizelocichla nigriceps alfaja (Arizelocichla nigriceps fusciceps)[3]
- Arizelocichla chlorigula vagy Andropadus chlorigula; az újabb rendszerezések szerint az Arizelocichla nigriceps alfaja (Arizelocichla nigriceps chlorigula)[3]
- Arizelocichla kikuyuensis vagy Andropadus kikuyuensis; az újabb rendszerezések szerint az Arizelocichla nigriceps alfaja (Arizelocichla nigriceps kikuyuensis)[3]
- olajzöldmellű bülbül (Arizelocichla milanjensis vagy Andropadus milanjensis)
- Arizelocichla olivaceiceps vagy Andropadus olivaceiceps; az újabb rendszerezések szerint az olajzöldmellű bülbül alfaja (Arizelocichla milanjensis olivaceiceps)[4]
- Arizelocichla striifacies vagy Andropadus striifacies; az újabb rendszerezések szerint az olajzöldmellű bülbül alfaja (Arizelocichla milanjensis striifacies)[4]